# Кристабель Панкгерст

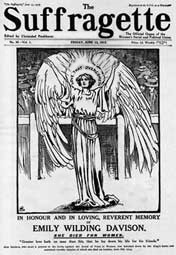
Пам'ятний випуск газети Суфражистка, присвячений Емілі Девісон, під редакцією Кристабель Панкгерст

Кристабель Гаррієт Панкгерст (англ. Christabel Harriette Pankhurst) — британська суфражистка, феміністка, архітекторка, редакторка, письменниця, політична та релігійна активістка. Співзасновниця Жіночого соціально-політичного союзу (WSPU), дії якого організовувала і курувала, перебуваючи на засланні у Франції (1912—1913). Видавчиня феміністично-воєнної газети Суфражистка (Британія). У 1914 підтримала військові дії Британії проти Німеччини. Дама-командор ордену Британської імперії. Після війни переїхала до США, де працювала євангелісткою для Другого адвентистського руху.

## Життєпис
Народилась у сім'ї очільниці за жіночі виборчі права Еммелін Панкгерст і радикального соціаліста Річарда Панкгерста. Мала сестер Сильвію і Адель, які теж брали участь в активній феміністичній боротьбі. Батько був адвокатом, а мати володіла невеликим магазином. Кристабель допомагала матері в реєстрації випадків народження і смерті в Манчестері. Незважаючи на фінансові труднощі, її сім'я завжди твердо вірила в відданість своїй справі, а не комфорту.
Ненсі Еллен Руппрехт писала про Сильвію Панкгерст: «Вона була майже хрестоматійною ілюстрацією першої дитини, народженої в сім'ї середнього класу. Як в дитинстві, так і в дорослому віці вона була красивою, розумною, граціозною, впевненою в собі, чарівною і харизматичною». У Кристабель були особливі відносинами як з матір'ю, так і з батьком, який назвав її на честь віршів Семюеля Тейлора Колріджа («прекрасна леді Кристабель / яку так любить її батько»). Смерть матері в 1928 році стала важким ударом для Кристабель.
Панкгерст самостійно навчилася читати, перш ніж пішла в школу. Вона з сестрами відвідували Манчестерську середню школу для дівчат. Здобула ступінь юристки в Манчестерському університеті і диплом з відзнакою за спеціальністю «юриспруденція». Але через жіночу стать не мала дозволу займатися юридичною практикою. Пізніше Панкгерст переїхала до Женеви, щоб жити з другом сім'ї, але повернулася додому, щоб допомогти матері виховувати інших дітей, коли її батько помер в 1898 році.
Померла 13 лютого 1958 року, в віці 77 років, сидячи в кріслі з прямою спинкою, де її і знайшла хатня робітниця. При огляді не було виявлено нічого, що вказує на причину смерті. Похована на меморіальному кладовищі Вудлоун в Санта-Моніці, штат Каліфорнія.

## Діяльність

### Суфражизм

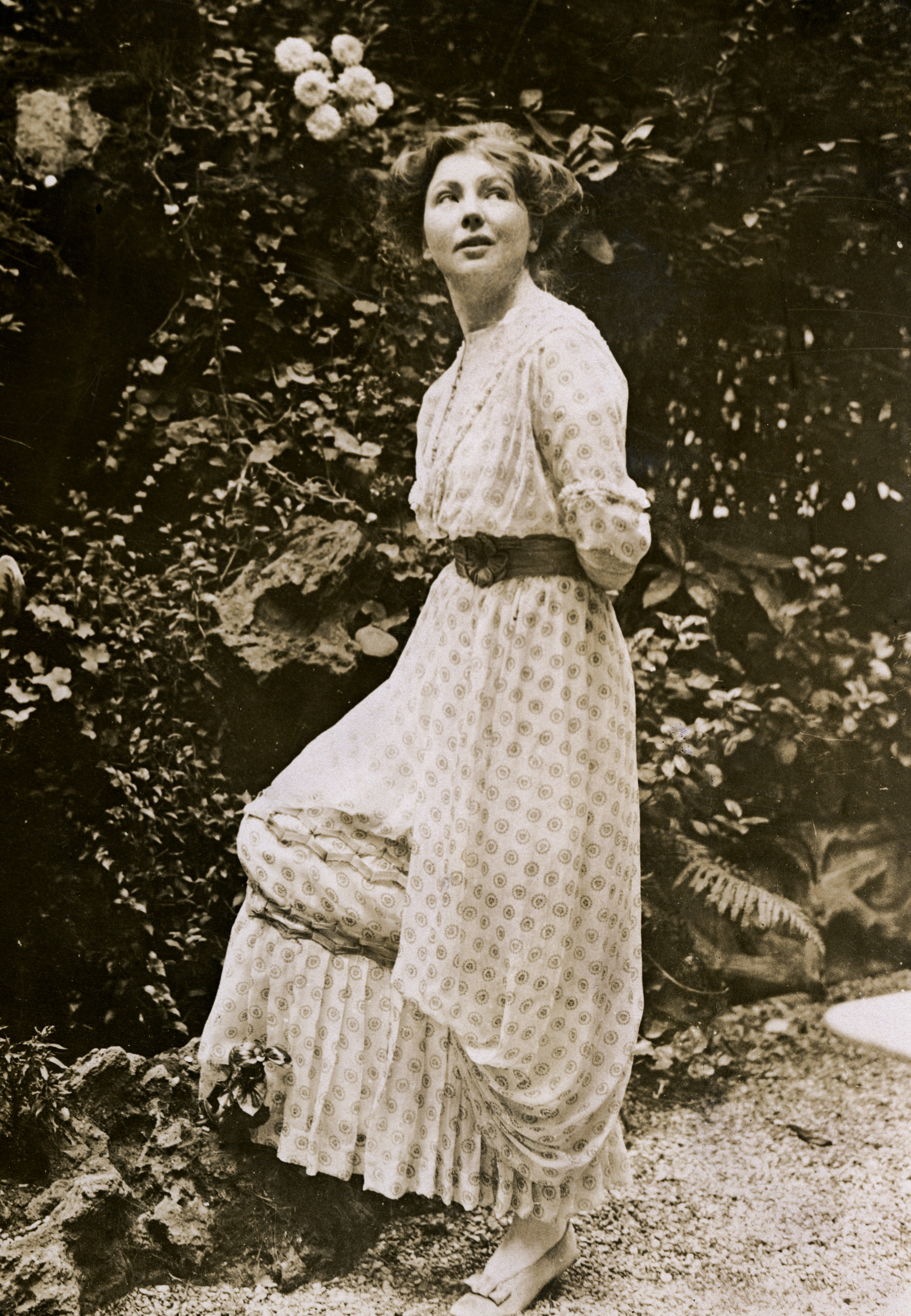
Кристабель Панкгерст, 1913 рік

У 1905 році Кристабель Панкгерст зірвала збори Ліберальної партії, вигукуючи вимоги виборчих прав для жінок. Була заарештована і разом з колежанкою-суфражисткою Енні Кенні відправлена до в'язниці, замість сплати штрафу за свою дію. Вчинок Панкгерст і Кенні отримав широкий резонанс в ЗМІ, і ряди WSPU поповнилися новими членкинями після їх судового розгляду. Панкгерст почне вживати агресивніших заходів для відстоювання жіночого виборчого права після арешту доньки, хоча і сама неодноразово потрапляла до в'язниці через свої принципи.
Після здобуття юридичного ступеня в 1906 році Панкгерст переїхала в лондонську штаб-квартиру WSPU, де стала її організаційною секретаркою. Прозвана «Королевою натовпу», вона знову запроторена у в'язницю в 1907 на Парламентській площі і в 1909 після «суду Раша» на Боу-стріт. Між 1913 і 1914 роками жила в Парижі, щоб уникнути тюремного ув'язнення за умовами закону про ув'язнених (тимчасове звільнення за станом здоров'я), більш відомого як «закон про кішок і мишей», але продовжувала надавати підтримку редакції союзної газети Суфражистка через своїх гостей: Енні Кенні і Іду Вайлі, які час від часу перетинали канал для обговорення і координації поточних справ. Початок Першої світової змусив Панкгерст повернутися в Англію в 1914, де вона знову потрапила під арешт. Панкгерст оголосила голодування, в результаті відбувши лише 30 днів з трирічного терміну ув'язнення.
Кристабель Панкгерст мала незаперечний авторитет в «анти-чоловічій» частині WSPU після провалу Законопроєктів про примирення. Написала книгу «Велике лихо і як з ним покінчити», присвячену захворюванням, що передаються статевим шляхом, і тому, як гендерна рівність (в тому числі право голосу для жінок) допоможе в боротьбі з цими захворюваннями.
Панкгерст з сестрою Сільвією не ладнали. Сільвія була проти повороту WSPU виключно в бік жінок вищого і середнього класу і використання агресивної тактики, тоді як Кристабель вважала це є необхідним. Кристабель Панкгерст говорила, що жіноче виборче право є головним завданням, яке не повинно розпорошувати на інші проблеми жінок робітничого класу. І чинити по-іншому, за її словами, означало тільки послабити рух за виборче право, а всі інші питання можуть бути вирішені, як тільки жінки отримають право голосу.

### Воєнна діяльність: Біле перо
8 вересня 1914 року Панкгерст, після довгого заслання, з'явилася в лондонському Королівському оперному театрі, щоб проголосити декларацію щодо «німецької небезпеки», кампанії, очолюваної колишньою генеральною секретаркою WSPU Норою Дакр Фокс спільно з Союзом Британської Імперії і Національною партією. Разом з Норою Дакр Фокс (пізніше відомою як Нора Елам) Панкгерст гастролювала Британією, виголошуючи промови для залучення рекрутів в армію. Її прихильники(-ці) вручали біле перо кожному зустрічному чоловіку в цивільному одязі.
Газета під редакцією Панкгерст Суфражистка вийшла 16 квітня 1915 як військове видання, а 15 жовтня змінила назву на Британія. На сторінках видання, тиждень за тижнем, Панкгерст пропагувала військовий призов серед чоловіків і промисловий заклик серед жінок заради блага держави і нації. Вона також закликала до інтернування всіх людей ворожої національності, знайдених на Британських берегах. Панкгерст виступала за повнішу й ретельнішу блокаду ворожих і нейтральних країн, стверджуючи, що це повинна бути «війна на виснаження». Вона вимагала відставки сера Едварда Ґрея, лорда Роберта Сесіла, генерала сера Вільяма Робертсона і сера Айра Кроу, яких вважала надто м'якими і повільними. Британія багато разів зазнавала набігів поліції і мала набагато більші труднощі з виходом номерів, ніж Суфражистка. Незважаючи на те, що батько Нори Дакр Фокс, Джон Доерті, володів підприємством з друку і був готовий друкувати передвиборні плакати, Британія була змушена, нарешті, придбати власний верстат для друку. Еммелін Панкгерст запропонувала створити будинки жіночого соціально-політичного союзу для незаконно народжених дівчаток, «дітей війни», але усиновлені були тільки п'ять дітей. Девід Ллойд Джордж, якого Кристабель Панкгерст вважала найнебезпечнішим ворогом жінок, тепер був єдиним політиком, якому вони з Еммелін довіряли[прояснити].

#### Дама-командор Ордену Британської Імперії
Панкгерст повернулася до Великої Британії в 1930-х роках і була удостоєна звання Дами-командора Ордену Британської Імперії в 1936 році. На початку Другої світової знову поїхала до США, щоб жити в Лос-Анджелесі, штат Каліфорнія.

### Загальна виборча кампанія в Сметвіку 1918
Після отримання деякими британками права голосу в кінці Першої світової Панкгерст оголосила, що балотуватиметься на Загальних виборах 1918 року. Спочатку заявлялось балотування в Вестбері, Вілтшир, але врешті стала кандидаткою у виборчому окрузі Сметвік від Партії жінок, підтриманої Ллойдом Джорджем, в союзі з коаліцією консерваторів. Однак, Панкгерст не отримала «коаліційного купона». Її кампанія була зосереджена на «переможному світі», і складалася з гасел: «німці повинні заплатити за війну» і «Британія за англійців». Панкгерст програла з різницею всього в 775 голосів кандидату від Лейбористської партії, лідеру місцевої профспілки Джону Девісону.

### Релігійна діяльність
Покинувши Англію в 1921 році, Кристабель переїхала до Сполучених Штатів, де стала євангелісткою Плімутських братів і видатною учасницею Другого адвентистського руху. Маршалл, Морган і Скотт опублікували роботи Панкгерст на теми, пов'язані з пророчим світоглядом, навіяні теологією Джона Нельсона Дарбі. Панкгерст читала лекції і писала книги про Друге Пришестя. Вона була частою гостею на телешоу 1950-х і мала репутацію дивного поєднання «колишньої революціонерки, євангельської християнки і майже стереотипно правильної „англійської леді“, яка завжди була затребувана в якості лекторки». Перебуваючи в Каліфорнії, вона вдочерила свою дочку Бетті, остаточно оговтавшись після смерті матері.

## Пам'ять

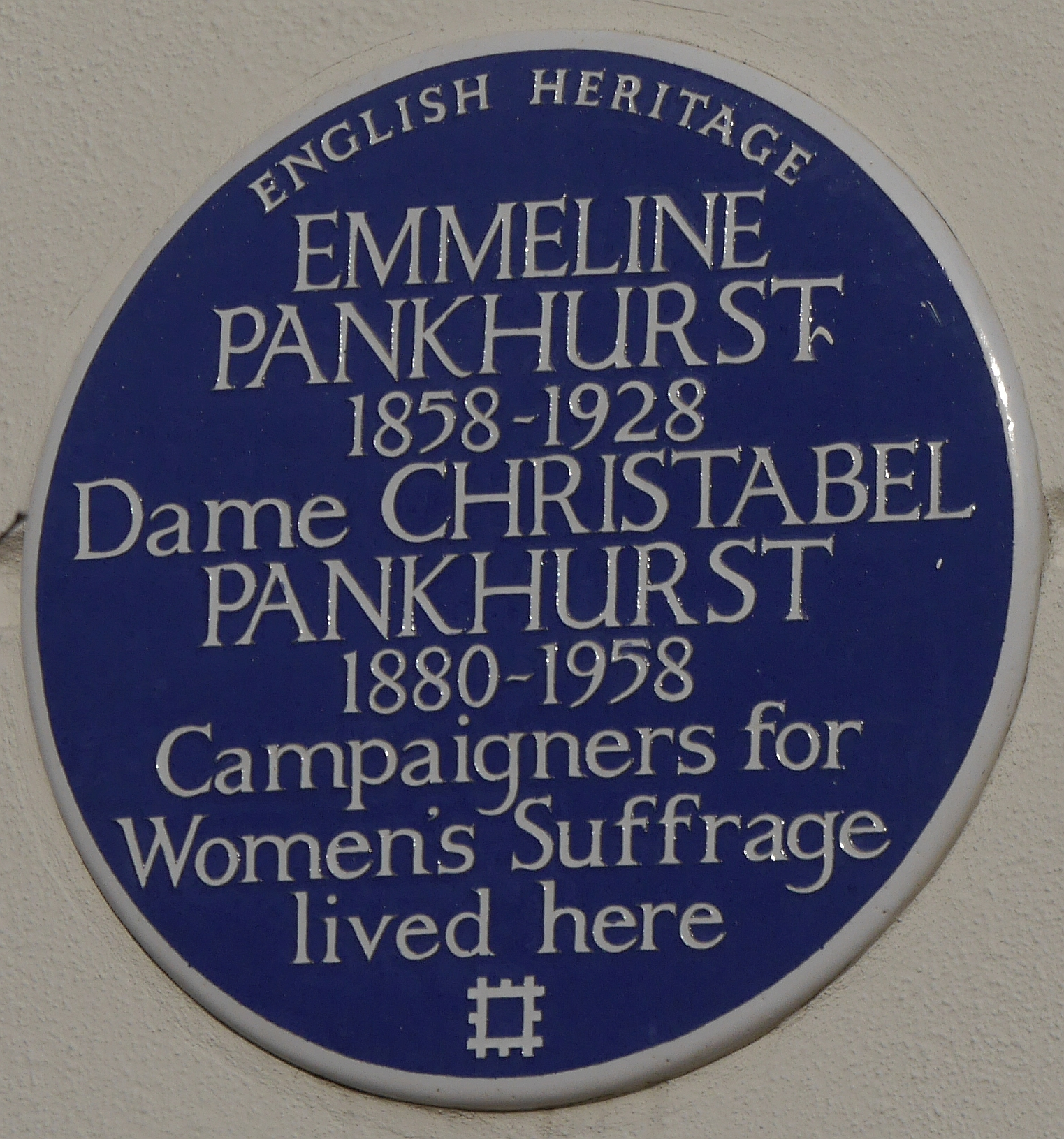
Синя табличка, присвячена Кристабель і Еммелін Панкгерст.

У 2006 році Синя меморіальна дошка, присвячена Сильвії і Кристабель Панкгерст, була встановлена «Англійською спадщиною» за адресою 50 Clarendon Road, Notting Hill, London W11 3AD, Royal Borough of Kensington and Chelsea, де вони жили.
Ім'я і зображення Кристабель Панкгерст (разом з 58 інших суфражисток) вигравірувані на постаменті статуї Міллісент Фосетт на Парламентській площі в Лондоні, відкритій в 2018 році.